# チェシャム男爵
チェシャム男爵（英: Baron Chesham）は、イギリスの男爵、貴族。連合王国貴族爵位。デヴォンシャー公爵家の分家筋。
なお、チェシャム男爵キャヴェンディッシュ家には本爵位以外に保持するものはない。

## 歴史
自由党の政治家チャールズ・キャベンディッシュ(1793-1863)が晩年の1858年1月15日に連合王国貴族としてバッキンガム州チェシャムのチェシャム男爵(Baron Chesham, of Chesham in the County of Buckingham)に叙されたことに始まる。彼以降、現在に至るまでその直系男子によって爵位は相続されている。
なお、初代男爵はデヴォンシャー公爵家出身の初代バーリントン伯爵ジョージ・キャヴェンディッシュを父に持つため、男爵家の歴代当主は同公爵家の分家筋の関係となる。
初代男爵の孫にあたる3代男爵チャールズ(1850-1907)は保守党の政治家として活動したほか、プリンス・オブ・ウェールズ付寝室官長や最後の猟犬管理長官といった閑職を歴任している。彼がにわかに狩猟中の落馬事故によって命を落とすと、爵位はその息子ジョンが継承した。
4代男爵ジョン(1894-1952)の孫にあたる6代男爵ニコラス(1941-2009)はジョン・メージャー内閣下の国王親衛隊隊長を務めている。
その息子である7代男爵チャールズ(1974-)がチェシャム男爵家現当主である。
一族のモットーは「用心深く安全に(Cavendo Tutus)」。
一族のかつての邸宅はバッキンガムシャーに位置するラティマー・ハウスであったが、やがて男爵家の手を離れて国立防衛大学本庁舎に転用されたのち、現在は宿泊施設として利用されている。

## チェシャム男爵(1858年)
- 初代チェシャム男爵チャールズ・コンプトン・キャベンディッシュ（英語版） (1793–1863)
- 第2代チェシャム男爵ウィリアム・ジョージ・キャヴェンディッシュ（英語版） (1815–1882)
- 第3代チェシャム男爵チャールズ・コンプトン・ウィリアム・キャヴェンディッシュ（英語版） (1850–1907)
- 第4代チェシャム男爵ジョン・コンプトン・キャヴェンディッシュ (1894–1952)
- 第5代チェシャム男爵ジョン・チャールズ・コンプトン・キャヴェンディッシュ（英語版） (1916–1989)

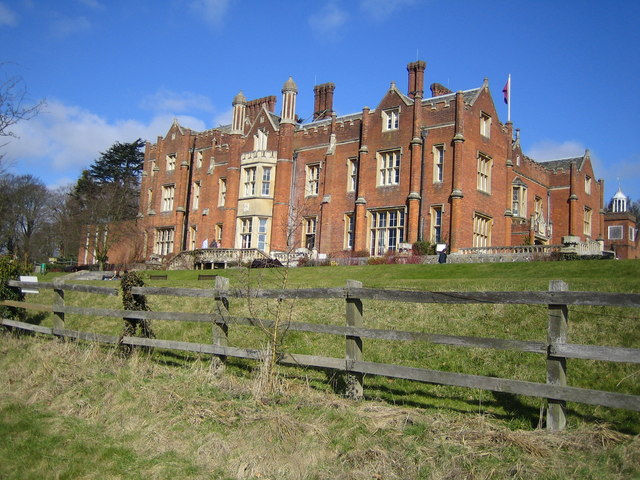
一族の旧邸宅ラティマー・ハウス

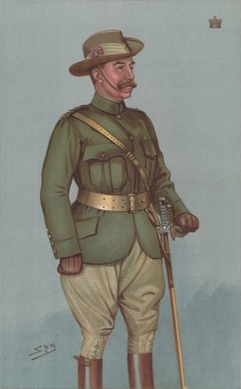
3代男爵を描いたカリカチュア。
(ヴァニティ・フェア誌1900年3月号掲載, Spy 作)

- 第6代チェシャム男爵ニコラス・チャールズ・キャヴェンディッシュ（英語版） (1941–2009)
- 第7代チェシャム男爵チャールズ・グレイ・コンプトン・キャヴェンディッシュ（英語版） (1974 - )

爵位の法定推定相続人は、現当主の息子であるオリヴァー・ニコラス・ブルース・キャヴェンディッシュ(2007 - )閣下。

### 註釈
1. ↑  初代男爵の父バーリントン伯は第4代デヴォンシャー公爵ウィリアム・キャヴェンディッシュの三男であり、男爵自身は父の四男にあたっていた。